# Sprawy Narodowościowe
Sprawy Narodowościowe – dwumiesięcznik/kwartalnik wydawany w latach 1927–1939 w Warszawie jako organ Instytutu Badań Spraw Narodowościowych, pod redakcją Stanisława J. Paprockiego.
Od 1992 r. reaktywowany został jako półrocznik pod tytułem „Sprawy Narodowościowe – seria nowa” pod redakcją Krzysztofa Kwaśniewskiego i Jerzego Wisłockiego, w Zakładzie Badań Narodowościowych PAN w Poznaniu a od 1998 r. nadal pod redakcją Wojciecha Józefa Burszty.
Czasopismo zawiera główne działy: artykuły, artykuły przeglądowe, kronika i informacje, recenzje i omówienia, polemiki oraz bibliografia; w dziale Specific Nationalisms drukowane są artykuły w języku angielskim. Pismo podejmuje zagadnienia narodowościowe z punktu widzenia różnych dyscyplin naukowych i zamieszcza oryginalne opracowania autorów z całego świata (także w przekładach na język polski). Publikacje koncentrują się na problemach narodów, grup etnicznych i mniejszości narodowych zarówno w przeszłości, jak i w teraźniejszości ujmowanych w sposób obiektywny z uwzględnieniem takich czynników, jak historyczne, socjologiczne i etnologiczne, kulturowe i językowe, demograficzne, polityczne, gospodarcze, medialne i inne.